# La Ferté-Milon
La Ferté-Milon je francouzská obec v departementu Aisne v regionu Hauts-de-France. V roce 2011 zde žilo 2 210 obyvatel.
V obci je zřízeno Regionální muzeum zemědělské techniky ( Musée Régional du Machinisme Agricole ).
Zajímavosti
Obcí prochází vodní kanál - Le Canal de L'Ourcq, jsou zde rozsáhlé zříceniny hradu La Ferté Milon a dále ruiny zámku Chateau Louis d'Orléans

## Sousední obce
Chézy-en-Orxois, Dammard, Marizy-Sainte-Geneviève, Marolles (Oise), Oigny-en-Valois, Passy-en-Valois, Silly-la-Poterie, Troësnes, Villers-Cotterêts

## Vývoj počtu obyvatel
Počet obyvatel 